# Inre-Stensträsket
Inre-Stensträsket är en sjö i Piteå kommun i Norrbotten och ingår i Rosåns huvudavrinningsområde. Sjön har en area på 0,0593 kvadratkilometer och ligger 26,7 meter över havet.

## Delavrinningsområde
Inre-Stensträsket ingår i det delavrinningsområde (727664-177366) som SMHI kallar för Mynnar i Rosån. Medelhöjden är 21 meter över havet och ytan är 29,44 kvadratkilometer. Det finns ett avrinningsområde uppströms, och räknas det in blir den ackumulerade arean 42,79 kvadratkilometer. Lillån (Trätbäcken) som avvattnar avrinningsområdet har biflödesordning 2, vilket innebär att vattnet flödar genom totalt 2 vattendrag innan det når havet efter 10 kilometer. Avrinningsområdet består mestadels av skog (66 procent) och sankmarker (25 procent). Avrinningsområdet har 0,37 kvadratkilometer vattenytor vilket ger det en sjöprocent på 1,3 procent.